# Adonis sutchuenensis
Adonis sutchuenensis är en ranunkelväxtart som beskrevs av Adrien René Franchet. Adonis sutchuenensis ingår i släktet adonisar, och familjen ranunkelväxter. Inga underarter finns listade i Catalogue of Life.